# Битка при Лесковац
Битката при Лесковац се провежда на 24 септември 1454 г.
След неуспешния поход на османците под ръководството на Фируз бей в битката при Крушевац в ръцете на моравския деспот и съюзниците му остават 2 армии – в Косово и в Дубочица (позната днес като Лесковац).
Огромната османска сила, която тръгва от Македония, е пресрещната от Никола Скобалджич и християните побеждават. Никола Скобалджич продължава своите нападения срещу османците, действайки срещу армиите на султана, докато самият Мехмед II не се сблъсква с тях в битката при Трепалие, където войводата Никола и хората му се борят до последния човек, докарвайки сериозни загуби на доста по-голямата османска армия.